# Alfonso García Marqués
Alfonso García Marqués (Jaén, 1954) es un filósofo español, Catedrático de Metafísica en la Facultad de Filosofía de la Universidad de Murcia (España) y director del Grupo de Investigación Nóesis.

## Biografía
Se licenció en Filosofía en la Universidad Complutense (1976) y se doctoró en Filosofía por la Universidad de Navarra (1980), con una tesis sobre Averroes y su recepción en el mundo latino. Amplió sus estudios en Roma, Münster, donde investigó con el prof. Fernando Inciarte, y Viena.
Ha realizado una novedosa lectura de la Metafísica de Aristóteles desde una perspectiva lógico-gnoseológica, a través de una fusión del Organon con la Metafísica. en respuesta a la segunda aporía de Metafísica B. Es interesante el diálogo que establece entre Aristóteles y W. Quine, mostrando la importancia y actualidad de la metafísica, proponiendo una “recuperación” de la metafísica desde –y con– la lógica.
El tardo Medioevo es otro de sus campos temáticos. Es relevante la importancia que le otorga a Averroes como el primer gran aristotélico: para García Marqués, la entrada de Averroes en el occidente latino supuso la mayor revolución intelectual de toda la historia de la filosofía, tras 17 siglos de platonismo, y la aparición de una nueva filosofía autónoma. Otros autores tratados han sido Avicena, Tomás de Aquino, Richard Knapwell o Duns Escoto.
En la época moderna, ha dedicado especial atención a Giambattista Vico, desde un enfoque más especulativo que histórico, y a Edmund Husserl, en sus aspectos gnoseológicos y metafísicos.

## Obras: libros[2]
- Necesidad y substancia, Eunsa, Pamplona 1989. ISBN 84-313-1078-2.

- Razón y Praxis, Edeval, Valparaíso (Chile) 1994. ISBN 956-200-056-7. Editor con Joaquín García-Huidobro.

- Bases racionales de la ética y la política, Ediciones Isabor, Murcia 2005. ISBN 84-933994-2-6. Con Isabel Zúnica Ramajo.

- Civis bonus. Fundamentos de ética y política, Ediciones Isabor – AVK Verlag, Murcia – Marburg 2010. ISBN 978-84-935721-8-1. Con Isabel Zúnica Ramajo.

- Cultura juvenil y sentido de la vida, Fundación Séneca (Consejería de Educación y cultura de la Región de Murcia), Murcia 2006. ISBN 84-933994-4-2. Editor con Joaquín Guerrero Muñoz.

- Santo Tomás de Aquino: Exposición del De Trinitate de Boecio (Introducción, traducción y notas), Eunsa, Pamplona 1986. ISBN 84-313-0999-7. Con José Antonio Fernández.

- Tomás de Aquino: Las substancias separadas (Introducción, traducción y notas), Nau llibres, Valencia 1993. ISBN 84-7642-331-4. Con Marcelino Otero.

- Richard Knapwell y la controversia sobre la unidad de la forma, Ediciones Isabor, Murcia 2003. ISBN 84-932366-6-7. Con Rafael Hueso Pagoaga.

- Vico. Unidad y principio del saber, Nau llibres, Valencia 1995. ISBN 84-7642-419-1.
- Europa a examen. Nuevos diálogos sobre el Viejo Mundo, Dykinson, Madrid 2013. ISBN 978-84-9031-626-9. Editor con José Antonio García-Lorente.
- Pensando el sujeto: Aristóteles y Quine. Dykinson, Madrid 2019. ISBN 978-84-1324-453-2.
- Metaphysica seu ontognoseologia, Ediciones Isabor & AVK Verlag, Murcia & Marburg 2024. ISBN 978-84-949525-6-2.